# Columbus (Nuovo Messico)
Columbus è un villaggio (village) degli Stati Uniti d'America della contea di Luna nello Stato del Nuovo Messico. La popolazione era di 1.664 abitanti al censimento del 2010.

## Geografia fisica
Columbus è situata a 31°49′51″N 107°38′30″W (31.830760, -107.641558).
Secondo lo United States Census Bureau, la città ha una superficie totale di 7,22 km², dei quali 7,22 km² di territorio e 0 km² di acque interne (0% del totale).
Il villaggio si trova a circa tre miglia a nord del confine internazionale tra Stati Uniti e Messico. Il villaggio messicano di Puerto Palomas, Chihuahua, si trova sul lato opposto del confine.

## Storia

### Gli inizi (1891 - anni 1910)
Columbus fu fondata nel 1891 appena oltre il confine messicano con Palomas, Chihuahua, Messico, e prende il nome dall'esploratore del XV secolo Cristoforo Colombo (Christopher Columbus). Nel 1902, il villaggio fu spostato tre miglia a nord quando la El Paso and Southwestern Railroad costruì la sua Columbus Station. Questa stazione è ora trasformata in un museo gestito dalla Columbus Historical Society.
Intorno al 1905, era una città molto piccola con una comunità di cento residenti, due di quei primi coloni erano il colonnello Andrew O. Bailey e Louis Heller. A quei tempi, Columbus aveva solo un negozio, un saloon e un ispettore della società. Col tempo, fu costruita una scuola superiore e Perrow G. Mosely fondò il Columbus News, che in seguito fu ribattezzato Columbus Courier. Nel 1915, la città contava settecento abitanti, fu costruita la Columbus State Bank, furono costruiti quattro hotel, diversi negozi e una chiesa battista. A quell'epoca, Columbus possedeva anche ricchi giacimenti di argento, rame, piombo e zinco.

### Il raid di Pancho Villa nel 1916

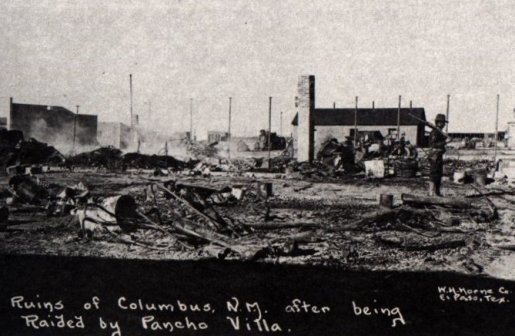
Columbus dopo il raid di Villa

Il 9 marzo 1916, su ordine del leader rivoluzionario messicano Francisco "Pancho" Villa, (colonnello) Francisco Beltrán, (colonnello) Candelario Cervantes, (generale) Nicolás Fernández, (generale) Pablo López e altri guidarono cinquecento uomini in un attacco contro la città, che fu presidiata da un distaccamento del 13th Cavalry Regiment. L'esercito di Villa bruciò una parte della città e uccise sette o otto soldati e 10 residenti prima di ritirarsi nuovamente in Messico.
Il presidente degli Stati Uniti, Woodrow Wilson, rispose al raid di Columbus inviando 10.000 soldati sotto il generale di brigata John J. Pershing in Messico per inseguire Villa. Questa era nota come spedizione punitiva messicana o Spedizione contro Pancho Villa. Alla fine la spedizione fu cancellata dopo aver fallito nel trovare Villa, che era riuscito a fuggire. La spedizione di Pershing portò prosperità e attenzione internazionale a Columbus e la consapevolezza che la guerra era arrivata al confine degli Stati Uniti

### Dal 1926 agli anni 1990
Nel 1926, dopo la fine della spedizione punitiva, Columbus iniziò a cambiare e decadere nel corso dei decenni. L'attività del Camp Furlong era notevolmente diminuita. L'esercito decise di chiudere il loro campo e la El Paso and Southwestern Railroad interruppe il servizio a Columbus. Dopo tutti questi eventi l'economia naturalmente si è sbiadita nel tempo.
Negli anni 1990 Columbus iniziò ad essere rivitalizzata, con lo sviluppo di parchi cittadini e statali, musei, parchi di camper e storia che coinvolgono la città.

### Scandalo del contrabbando di armi del 2011
Nel luglio 2011, Columbus ha sciolto le sue forze di polizia dopo uno scandalo di contrabbando di armi che ha coinvolto i funzionari del villaggio e altra gente. Il sindaco, un fiduciario del villaggio, un ex capo della polizia e altre nove persone furono incriminati nello scandalo. Il caso è stato processato dal procuratore degli Stati Uniti da El Paso, Texas, davanti al giudice Robert Brack della Corte distrettuale degli Stati Uniti a Las Cruces. Delle 11 persone accusate, dieci si sono dichiarati colpevoli, con una persona ancora in libertà. Le condanne andavano da cinque anni nel carcere federale a due anni di libertà vigilata.

## Società

### Evoluzione demografica
Secondo il censimento del 2010, la popolazione era di 1.664 abitanti.

### Etnie e minoranze straniere
Secondo il censimento del 2010, la composizione etnica del CDP era formata dal 65,2% di bianchi, lo 0,3% di afroamericani, l'1,14% di nativi americani, lo 0,12% di asiatici, lo 0% di oceanici, il 31,19% di altre etnie, e il 2,04% di due o più etnie. Ispanici o latinos di qualunque etnia erano l'85,94% della popolazione.